# Filips II van Schwarzburg
Filips II (? - Leipzig, 8 oktober 1564) was van 1555 tot zijn dood graaf van Schwarzburg-Leutenberg. Filips II was de jongste zoon van graaf Johan Hendrik en Margaretha, een dochter van Hendrik XXIV van Weida. Filips II was de laatste graaf uit het Huis Schwarzburg-Leutenberg. Hij werd opgevolgd door zijn verre verwanten, Günther XLI en Johan Günther I uit het Huis Schwarzburg-Blankenburg.
Filips II trouwde op 4 december 1559 met Catharina, een dochter van Filips I van Brunswijk-Grubenhagen. Hun huwelijk bleef kinderloos.